# (7475) Kaizuka
(7475) Kaizuka est un astéroïde de la ceinture principale découvert le 2 octobre 1992 à Kitami par l'astronome japonais Kin Endate.